# Bei Mudder Liesl
Bei Mudder Liesl ist eine 13-teilige Familienserie, die erstmals zwischen September und Dezember 1984 im regionalen Vorabendprogramm der ARD gezeigt wurde.

## Inhalt
Luise Hempel führt im Herzen der Stadt Frankfurt die Schankwirtschaft „Bei Mudder Liesl“. Einziger Angestellter ist der mürrische Kellner Schorsch. Die ohnehin schon bestehenden Spannungen zwischen Luise und ihrer Tochter Margret erhalten zusätzliche Nahrung, als Luise sich anschickt, das Grundstück an den Bauunternehmer Marbach zu verkaufen, der es dringend für seine Baupläne benötigt. Margret ist gegen einen Verkauf, ihre Geschwister dafür. Nach reiflichen Überlegungen entscheidet sich auch Luise letztendlich gegen den Verkauf.

## Sonstiges
Insbesondere für die Hauptrollen konnte Regisseur Erich Neureuther in dieser mit viel Lokalkolorit ausgestatteten Serie auf bekannte Schauspieler zurückgreifen, die der Produktion neben der Kulisse das nötige hessische Flair gaben. Die Außenaufnahmen der Wirtschaft wurden im sogenannten Höerhof in Idstein gedreht.
Die Erstausstrahlung erfolgte seinerzeit lediglich im Regionalprogramm des Hessischen Rundfunks und des Südwestfunks. Erst von Juli bis Oktober 1989 lief die Serie dann auch im Vorabendprogramm des Norddeutschen Rundfunks.

## Episodenliste
| Folge | Erstausstrahlung   | Titel                        | Gastschauspieler (Auswahl)                |
| 1     | 22. September 1984 | Vorsicht Finanzspritzen      | Hans Zürn, Helmut Gentsch                 |
| 2     | 29. September 1984 | Die Verlobung                | Hans Zürn, Theo Maier-Körner, Til Erwig   |
| 3     | 6. Oktober 1984    | Ein richtiger Spielverderber | Annette Krämer, Johannes Lobewein         |
| 4     | 13. Oktober 1984   | Ein schlimmer Verdacht       | Pit Krüger, Til Erwig                     |
| 5     | 20. Oktober 1984   | Wettbewerb                   |                                           |
| 6     | 27. Oktober 1984   | Weinprobe                    |                                           |
| 7     | 3. November 1984   | …je später der Abend         | Alexander Hegarth, Josefine Klee-Helmdach |
| 8     | 10. November 1984  | Neue Verehrer                | Kurt Buecheler, Eva Zeidler               |
| 9     | 17. November 1984  | Wer mit Eifer sucht…         | Pit Krüger, Kurt Buecheler, Eva Zeidler   |
| 10    | 24. November 1984  | Ablösung                     |                                           |
| 11    | 1. Dezember 1984   | Verlockende Angebote         |                                           |
| 12    | 8. Dezember 1984   | Das Jubiläum                 | Pit Krüger, Petra Verena Milchert         |
| 13    | 15. Dezember 1984  | Ein unerwartetes Geschenk    |                                           |

## Veröffentlichungen
Die Serie ist bei Pidax erschienen und in zwei DVDs erhältlich.